# 卡特卡區
卡特卡區（西班牙語：Distrito de Ccatca），是秘魯的一個區，位於該國南部庫斯科大區的基斯皮坎奇省，始建於1825年6月21日，面積307.72平方公里，海拔高度3,675米，2005年人口13,841，人口密度每平方公里45人。